# New Houlka
La ville américaine de New Houlka est située dans le comté de Chickasaw, dans l’État du Mississippi. Lors du recensement de 2010, sa population s’élevait à 626 habitants.

## Source
- (en) Cet article est partiellement ou en totalité issu de l’article de Wikipédia en anglais intitulé « New Houlka » (voir la liste des auteurs).